# Masur, Hirekerur
Masur là một làng thuộc tehsil Hirekerur, huyện Haveri, bang Karnataka, Ấn Độ.